# هوست (يونكس)
هوست (بالإنجليزية: Host)هو أداة مساعدة بسيطة لإجراء عمليات بحث نظام أسماء النطاقات.

## أصل
تم تطويره بواسطة Internet Systems Consortium (ISC) ، وتم إصداره بموجب ترخيص ISC ، وهو ترخيص برمجيات موزيلا العمومية.

## أساليب
عند تطبيقه على اسم النطاق المؤهل المكتمل (FQDN) ، سيعيد أمر هوست المعلومات المرتبطة بهذا الاسم مثل عنوان IP ومضيف معالجة البريد. يمكن استخدامه أيضًا لسرد جميع أعضاء النطاق . يمكن لأمر هوست أيضًا إجراء عمليات بحث IP عكسية للعثور على FQDN المرتبط بعنوان IP.

## مثال
host example.com
example.com has address 93.184.216.34
example.com has IPv6 address 2606:2800:220:1:248:1893:25c8:1946